# Desert Tanami
El Desert Tanami és un desert al nord d'Austràlia situat al Territori del Nord i Austràlia Occidental que forma una bioregió provisional australiana de 25.997.277 hectàrees.

## Recursos biològics
D'acord amb les comissions del govern, el desert Tanami és sobretot "una de les àrees biològiques més importants que es troben a Austràlia, ja que proporciona refugi a diverses espècies rares i en perill d'Austràlia."
El mamífers que es troben inclouen el ratolí de castanya occidental (Pseudomys nanus), el poc ratolí natiu (Pseudomys delicatulus) i el Ratolí marsupial d'Ingram (Planigale ingrami) Les espècies d'aus significatius inclouen el falcó gris (Falco hypoleucos), el becadell pintat australià (Rostratulas) i el Stictonetta naevosa.

## Grups indígenes locals
El desert Tanami és al país Kukatja i Walpiri. Els Tjurabalan viuen a la vora del desert.

## Àrea Protegida Indígena al Sud de Tanami
El juliol de 2012, 10,000,000 hectàrees de l'àrea de desert (38% del total de la bioregió) va ser declarat una àrea protegida indígena o zona de conservació.